# Brigitte Theler
Brigitte Theler, auch Brigitte Theler-Banzhaf (* 1. Februar 1959 in Zürich; † 13. Dezember 2007 in München), war eine Schweizer Astrologin und Buchautorin.

## Leben und Werk
Brigitte Theler wurde 1959 in Zürich geboren. Nach ihrem Abitur und einer langjährigen Tätigkeit als Lehrerin, besuchte sie 1989 die Schweizer Schule für Erwachsene (SFER) und machte dort eine Ausbildung in psychologischer Astrologie und Psychosynthese als Diplom-Astrologin bei Claude Weiss. 
Theler arbeitete viele Jahre in einer eigenen Praxis, leitete Astrologieseminare in München und Zürich. Zusammen mit ihrem Lebensgefährten und späteren Ehemann, dem Astrologen Hajo Banzhaf, gründete sie 1995 in München eine Astrologie- und Tarotschule. Darüber hinaus war Brigitte Theler seit 1993 auch als Redakteurin der Zeitschrift Astrologie Heute aktiv. Neben ihrer Tätigkeit als beratende Astrologin war sie auch als Buchautorin auf den Gebieten Astrologie und Tarot erfolgreich. Ihre Bücher wurden unter anderem ins Englische und Niederländische übersetzt. 
Brigitte Theler starb am 13. Dezember 2007 im Alter von 48 Jahren in München an den Folgen einer Krebserkrankung.

## Bücher
- Du bist alles, was mir fehlt. Suchbild und Selbstbild im Horoskop (mit Hajo Banzhaf). 254 Seiten. Hugendubel, München 1996, ISBN 978-3-442-21878-3.
- Astrologische Partnerschafts-Fibel. 110 Seiten. Edition Astrodata, Wettswil 1998; 2001 ISBN 978-3907029626
- Schlüsselworte zum Crowley-Tarot. 256 Seiten. Goldmann, 1999; 2005 ISBN 978-3442215249
- Astrologische Berufs-Fibel. 110 Seiten. Edition Astrodata, Wettswil 1999; 2004 ISBN 978-3907029640
- Liebes-Tarot: Ein Wegweiser für Partnerschaft und Freundschaft. 192 Seiten. Kailash (Hugendubel), München 2007 ISBN 978-3720560054; Goldmann ISBN 978-3442170258
- Tarot und die Magie der Zahlen: Persönliche Karten als Wegweiser zu Lebensaufgabe, Jahresthemen und Beziehungen. 320 Seiten. Arkana, 2009 ISBN 978-3442338382

## Artikel (Auswahl)
- Die ungeliebten Götter: Mars, Saturn und Pluto
- Uranus: vom zwanghaften Rebellen zum freien Menschen
- Streitkulturen: Mars in Zeichen und Aspektierung
- Kosmische Wegweiser: Planeten auf der Mondknotenachse
- Stier online und Fisch mit Handy: Zeitzeichen oder die Zeichen in der Zeit
- Liebe, Sexualität und Treue (Tabelle)
- Planeten auf der Mondknotenachse (tabellarisch)
- Die sechs Heilachsen im Horoskop